# Castelnuovo del Garda
Castelnuovo del Garda är en ort och kommun i provinsen Verona i regionen Veneto i Italien. Kommunen hade 13 266 invånare (2018).